# Giuseppe Albini (ammiraglio)
Michele Giuseppe Albini (Villafranca, 20 settembre 1780 – Spotorno, 31 luglio 1859) è stato un ammiraglio e politico italiano, che fu comandante della squadra navale della Marina del Regno di Sardegna inviata in soccorso della Repubblica di Venezia durante la prima guerra d'indipendenza italiana (1848-1849). Senatore del Regno di Sardegna, insignito delle onorificenze di Grande ufficiale dell'Ordine militare di Savoia, e di Grande Ufficiale dell'Ordine dei Santi Maurizio e Lazzaro, fu padre degli ammiragli Giovan Battista, e Augusto.

## Biografia

### Vita privata
Nacque a Villafranca il 20 settembre 1780, figlio di Giovanni Battista Albini e della nobildonna Carmen Maddalena Evangelisti Alighiero. Sposato con Raffaella D'Ornano, imparentata con Philippe Antoine d'Ornano, zio di Napoleone Bonaparte, dalla quale ebbe sei figli: Giovanni Battista, Giorgio, Augusto, Maddalena, Giovanna (che sposò un nobile della famiglia Campofregoso di Genova) e Francesca. Morì a Spotorno il 31 luglio 1859.

### Carriera
Intraprese giovanissimo la carriera militare nella Marina del Regno di Sardegna del porto di Nizza, e imbarcantosi come aspirante sulla fregata Alceste, partecipò all'assedio di Tolone e fu successivamente preso prigioniero di guerra l'8 giugno 1794, quando la Alceste fu catturata dalla fregata francese Boudeuse.
Promosso sottotenente di vascello nel dicembre 1803, fu comandante dello sciabecco Vittorio Emanuele durante la crociera contro i pirati barbareschi a Tunisi (1804). Comandò il lancione Benvenuto durante la campagna idrografica per la stesura di nuovo portolano della Sardegna da lui disegnato, e nella cattura di un bovo corsaro sotto Capo Bon (1808). Successivamente fu comandante dello sciabecco Carloforte con cui catturò un corsaro francese nel 1810 e due mercantili barbareschi nel 1811. Tenente di vascello nel 1812, comandò il brick Veloce nella spedizione di Capraia (1815), venendo quindi promosso 1° tenente di vascello e poi capitano in 3ª.
Capitano di vascello in 2ª, fu comandante della corvetta Aurora operante nelle acque della Tunisia (5 maggio-2 giugno 1830), e poi della fregate Commercio di Genova (1832) e Regina (1839-1840). Divenuto contrammiraglio nel 1838, fu fatto Senatore del Regno di Sardegna (3 aprile 1848). Dopo lo scoppio della prima guerra d'indipendenza assunse il comando della squadra inviata in Adriatico in aiuto alla Repubblica di Venezia. Durante lo svolgimento di tale incarico, ebbe alcuni contrasti con l'esuberante contrammiraglio Giorgio Mameli, vicecomandante della squadra navale. Il 20 ottobre 1848 fu insignito del titolo di Commendatore dell'Ordine dei Santi Maurizio e Lazzaro.
Il comando della squadra gli venne tolto nel 1849 dopo l'esito infausto della battaglia di Novara, per avere esitato ad obbedire all'ordine di riportare la squadra navale e le truppe a La Spezia arrivato da Torino. Il rientro era previsto dalla convenzione armistiziale firmata dal governo piemontese e da quello austriaco. La squadra navale lasciò Ancona e si portò a Venezia per imbarcare i soldati dell'Armata sarda ivi presenti, ma il fatto provocò un parziale ammutinamento degli equipaggi delle navi, in modo particolare quelli delle fregate San Michele (nave ammiraglia) e Beroldo. 
Promosso al rango di viceammiraglio e divenuto conte il 3 aprile 1850, entrò nello Stato maggiore della Marina, e nel Congresso Consultivo Permanente, del consiglio generale della sanità marittima e della Commissione per l'esame del progetto di legge sul reclutamento militare (5 febbraio 1851).
Insignito delle onorificenze di Grande Ufficiale dell'Ordine dei santi Maurizio e Lazzaro (26 aprile) e di Grande ufficiale dell'Ordine militare di Savoia (12 giugno 1856). Presidente e socio della Società Geografica Italiana dal 1868, autore di un Portolano della Liguria, donò al museo della marina l'archipendolo abbandonato da Napoleone Bonaparte a Santo Stefano (1793).

### Annotazioni
1. ↑  Si trattava di tre battaglioni dell'Armata sarda.

### Fonti
1. 1 2 3 4 5 6 7 8 9 10 11 12 13  Ilari, Shamà 2008, p. 15.
2. ↑  Donolo 2012, p. 59.
3. ↑  Donolo 2012, p. 313.
4. ↑  Donolo 2012, p. 400.
5. ↑  Donolo 2012, p. 421.
6. ↑  Donolo 2012, p. 409.
7. ↑  Donolo 2012, p. 424.
8. 1 2 3  Ilari, Shamà 2008, p. 16.
9. ↑  Riproduzioni di tavole del Porto di Genova e del Golfo di Genova in Presciuttini (2008), pp. 140-141. Il golfo di Genova anche in Presciuttini (1998), p. 15.
10. 1 2   Onorificenze di Giuseppe Albini, su quirinale.it, Presidenza della Repubblica Italiana.